# Affair
Affair é o segundo extended play (EP) do cantor e drag queen brasileiro Gloria Groove, lançado em 01 de dezembro de 2020 pela SB Music. O EP é um projeto visual; isto é, cada canção possui seu próprio vídeo musical.

## Antecedentes e lançamento
Glória anunciou o EP em suas redes sociais em 20 de outubro de 2020. Em entrevista à Coluna Leo dias a cantora disse: “Eu estou super realizada de estar trazendo para o público um projeto dedicado a um estilo que eu amo tanto. Mas não vou mentir que o tempo que passei isolado, durante a quarentena, induziu algumas das composições”. Ainda nessa entrevista, Glória explica sobre o porque do nome AFFAIR para seu EP e sua relação com os fãs: “O álbum é sobre o meu affair com o universo que criei como Gloria Groove. É o affair com tudo o que esta persona me trouxe versus tudo o que sempre fui. E o EP é também sobre o affair que eu tenho com meus fãs, que são as pessoas que mais me entendem no mundo”.
O lançamento do EP ocorreu de forma oficial em 01 de dezembro de 2020 juntamente com a capa oficial e o 5° single do EP, "Radar". Sobre o lançamento, Glória afirmou em suas redes sociais: 
| “ | Neste projeto tive a chance de mergulhar no R&B, estilo que fala demais com o meu coração, e acredito que o prazer gigante que sinto vivendo estas canções transparece no microfone e também na frente das câmeras. A musicalidade deste projeto me transborda e me revela ainda mais enquanto indivíduo. Tenho muito a agradecer a todos vocês que de alguma forma acompanham e edificam este sonho. A lista é extensa e eu não quero esquecer ninguém! Neste momento só quero dizer do fundo do coração: muito obrigado por acreditarem em mim, e por seguirem acreditando. Ainda temos muita história pra contar. #AFFAIR". | ” |

## Singles
- "A Tua Voz" foi lançado como primeiro single oficial do álbum em 22 de outubro de 2020.[6]

- "Vício" foi lançada com segundo single do EP em 29 de outubro de 2020.[7]

- "Sinal" foi lançada como terceiro single do EP em 10 de novembro de 2020.[8]

- "Suplicar" foi lançada em 24 de novembro de 2020 como quarto single do EP.[9]

- "Radar" foi lançada como quinto single do EP em 01 de dezembro de 2020 juntamente com a capa oficial.[10]

## Lista de faixas
| N.º            | Título         | Compositor(es)                                     | Produtor(es)                       | Duração |  |
| 1.             | "Vício"        | Gloria Groove Pablo Bispo Sergio Santos Ruxell     | Bispo Santos Ruxell Arthur Marques | 2:55    |  |
| 2.             | "Suplicar"     | Groove Bispo Santos Ruxell Iza                     | Bispo Santos Ruxell Marques        | 3:06    |  |
| 3.             | "A Tua Voz"    | Groove Bispo Santos Ruxell Sukwhan Han Sangyun Ahn | Bispo Santos Ruxell Marques        | 3:15    |  |
| 4.             | "Sinal"        | Groove Bispo Santos Ruxell                         | Bispo Santos Ruxell Marques        | 2:53    |  |
| 5.             | "Radar"        | Groove Bispo Santos Ruxell Marques                 | Bispo Santos Ruxell Marques        | 3:02    |  |
| Duração total: | Duração total: | Duração total:                                     | Duração total:                     | 16:13   |  |